# Fârțănești
Fârțănești – wieś w Rumunii, w okręgu Gałacz, w gminie Fârțănești. W 2011 roku liczyła 3622 mieszkańców.